# Sayana
Sayana is een bestuurslaag in het regentschap Kuningan van de provincie West-Java, Indonesië. Sayana telt 996 inwoners (volkstelling 2010).